# Thérain
A Thérain egy francia folyó a Szajna medencéjében. Az Oise jobb parti mellékfolyója, amely Seine-Maritime és Oise megyékben folyik (Normandia és Hauts-de-France régió).

## Part menti települések
Seine-Maritime megyében:
Gaillefontaine, Haucourt, Grumesnil
Oise megyében :
Canny-sur-Thérain, Saint-Samson-la-Poterie, Héricourt-sur-Thérain, Fontenay-Torcy, Sully, Escames, Songeons, Lachapelle-sous-Gerberoy, Vrocourt, Martincourt, Crillon, Haucourt, Bonnières, Milly-sur-Thérain, Herchies, Troissereux, Fouquenies, Beauvais, Allonne, Therdonne, Warluis, Rochy-Condé, Montreuil-sur-Thérain, Bailleul-sur-Thérain, Villers-Saint-Sépulcre, Hermes, Heilles, Saint-Félix, Hondainville, Angy, Mouy, Bury, Balagny-sur-Thérain, Cires-lès-Mello, Mello, Maysel, Saint-Vaast-lès-Mello, Cramoisy, Montataire, Saint-Leu-d'Esserent.